# Stiftung Deutsche Schlaganfall-Hilfe
Die Stiftung Deutsche Schlaganfall-Hilfe mit Sitz in Gütersloh beschäftigt sich mit Prävention, Früherkennung und Nachsorge von Schlaganfällen sowie der Behandlung und Rehabilitation Betroffener durch Aufklärung und Verbesserung diagnostischer und therapeutischer Möglichkeiten.

## Geschichte
Liz Mohn, die gemeinsam mit ihrem verstorbenen Ehemann Reinhard Mohn die Eigentümerfamilien von Bertelsmann repräsentierte, gründete die Stiftung im November 1992 und steht ihr bis heute als Präsidentin vor. Ihre Tochter Brigitte ist seit März 2013 Vorsitzende des Kuratoriums der Stiftung Deutsche Schlaganfall-Hilfe. Den Vorstand leitet seit dem Juli 2013 Michael Brinkmeier.

## Arbeit der Stiftung
Die Stiftung betreut ein deutschlandweites Netz von etwa 400 Selbsthilfegruppen und mehr als 200 ehrenamtlichen Medizinern, den sogenannten Regionalbeauftragten. 
Die Stiftung hat gemeinsam mit der Deutschen Schlaganfall-Gesellschaft bis heute mehr als 300 Stroke Units  zertifiziert. Zudem hat sie unter anderem ein Service- und Beratungszentrum für Betroffene und Angehörige, spezielle Programme für betroffene Kinder und junge Menschen sowie einen Förderfonds für Selbsthilfegruppen. Seit einigen Jahren setzt sich die Stiftung verstärkt für die Nachsorge von Schlaganfall-Betroffenen ein – mit ehrenamtlichen Schlaganfall-Helfern und professionellen Schlaganfall-Lotsen. Mit dem Projekt STROKE OWL will die Stiftung Deutsche Schlaganfall-Hilfe bis zum Jahr 2020 in ihrer Heimatregion Ostwestfalen-Lippe den Beweis antreten, dass ein Case-Management-System mit Schlaganfall-Lotsen die Lebensqualität der betreuten Patienten erhöht. Darüber hinaus soll sich auch präventiv die Zahl der Folgeschlaganfälle reduzieren lassen. Das Projekt wird durch den Innovationsfonds des Bundes finanziert.

## Transparenter Umgang mit Spendengeldern
Seit Juli 2006 verfügt die Stiftung Deutsche Schlaganfall-Hilfe über das DZI-Spendensiegel für transparenten Umgang mit Spendengeldern.

## Tag gegen den Schlaganfall
Der Tag gegen den Schlaganfall wurde im Jahr 1999 in Deutschland durch die Stiftung Deutsche Schlaganfall-Hilfe ins Leben gerufen. Am und rund um den 10. Mai eines jeden Jahres finden bundesweit Informationsveranstaltungen und Aktionen zum Thema Schlaganfall statt. Dabei engagiert sich das Netzwerk der Schlaganfall-Hilfe und mehr als 300 Stroke Units (Schlaganfall-Spezialstationen). 

## Schriften
- Gerhard Igl: Regulatorische Möglichkeiten einer Installierung von Patientenlotsen im Sozialleistungssystem und Einschätzungen zur gesetzgeberischen Umsetzung; Reihe Schriften zum Sozialrecht, Band 70, Nomos Verlagsgesellschaft, Baden-Baden 2023, ISBN 978-3-7560-1307-4